# Castione (Loria)
Castione (Castion in veneto) è una frazione del comune di Loria in provincia di Treviso.

## Storia
Il nome deriva dal termine latino castrum, diventato poi castellum, a causa della presenza di postazioni difensive di età romana. Conosciuto sotto il nome di Castrum Leonis, divenuto dopo il 1100 Castillionum e Castiglonum.
Nel 1222 Castion è nominato tra i villaggi di proprietà di Romano d'Ezzelino.
In origine faceva parte della pieve di Castello di Godego e chiesa campestre di Ramon fino al 1641.

## Economia
L'economia locale, storicamente basata sull'agricoltura, ha visto sorgere tra gli anni sessanta e settanta molte imprese famigliari in svariati campi come quelli florovivaistico, metallurgico, edile, ristorazione, pubblicitario, arredamento e molto altro. Successivamente dal 2000 iniziarono a sorgere importanti imprese industriali e una vera e propria zona industriale.

## Luoghi d'interesse

### Architetture religiose
La chiesa di San Mauro risale al XIV-XVIII secolo costruita su antiche preesistenze datate anteriormente al 1564 e relative ad una antica cappella dedicata al Santo.

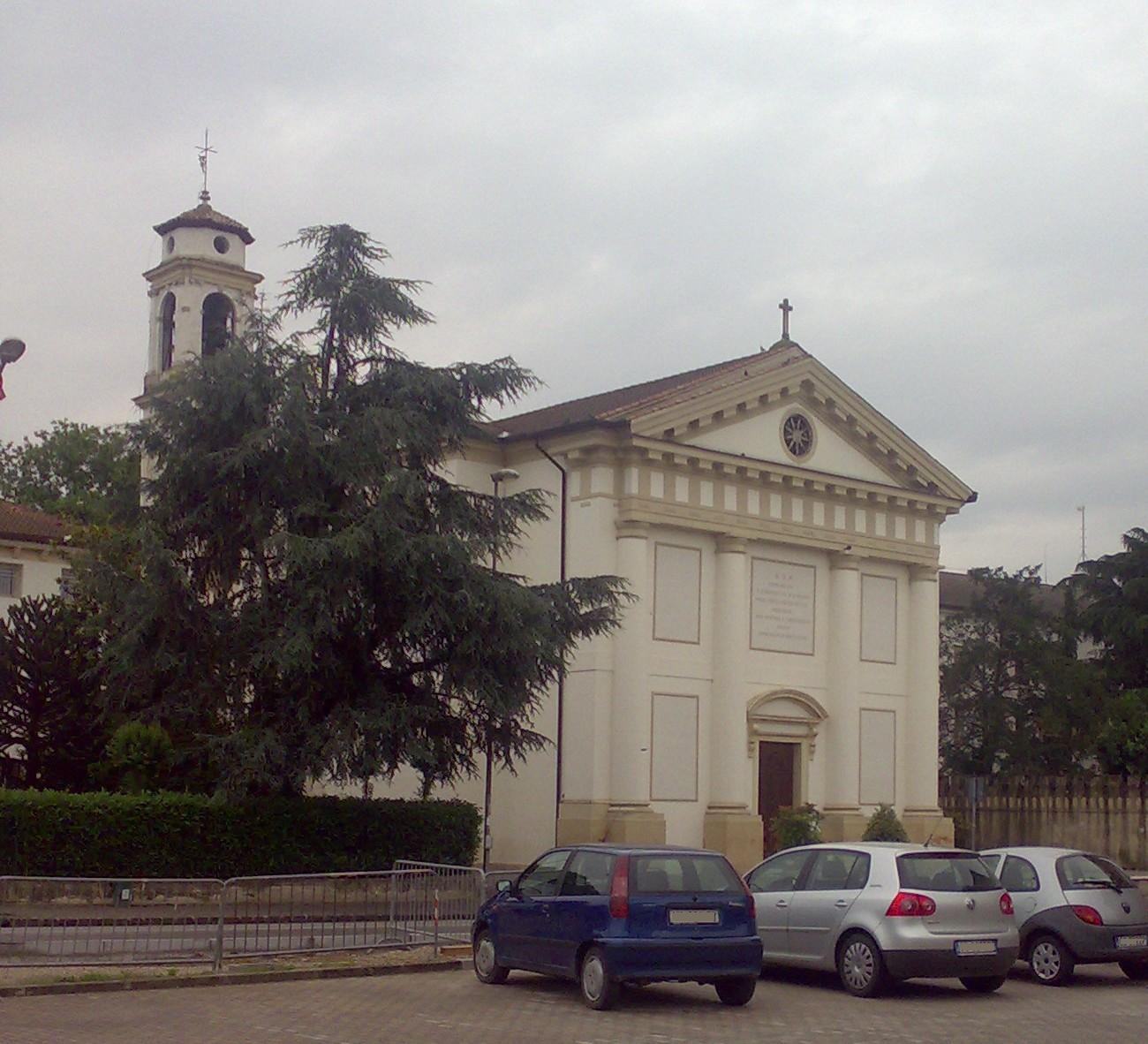
La chiesa di San Mauro Abate

### Ville
- La villa Civran Manfrin fu costruita nel XVII secolo dalla famiglia veneziana Civran. È un edificio a tre piani con una grande barchessa e un bel parco. A est c'è una torre con merlatura guelfa. Quando fu costruita era amministrata dal comune di Bessega, dal 1815 al 1866 da quello di Loria, dal 1867 al 1887 da quello di Castello di Godego e infine tornò al comune di Loria che lo fece diventare un centro religioso per Padri Missionari. Dal 2017 di proprietà di privati, attualmente è stata posta in vendita dalla Congregazione dei Padri Missionari della Santa Famiglia e necessita di manutenzione e restauri.[3]

Villa Civran Manfrin